# Cà kheo đen
Himantopus novaezelandiae là một loài chim trong họ Recurvirostridae.
Đây là loài đặc hữu New Zealand. Nó có thân dài đến 40 cm. Nó có chân đỏ rất dài, mỏ mỏng màu đen và bộ lông màu đen. Nó là loài chim lội hiếm nhất trên thế giới. Loài này sinh sản lúc 2-3 năm tuổi. Các loài săn chim này gồm các loài xâm nhập như chồn ecmin.